# Anneli Jäätteenmäkiová
Anneli Jäätteenmäkiová (* 11. února 1955 Lapua) je finská politička, představitelka strany Finský střed. V roce 2003 byla premiérkou Finska. Stala se tak první ženou na tomto postu. Musela ovšem podat demisi již po dvou měsících, když se ukázalo, že v předvolební kampani využila informace z tajných dokumentů, jež získala od spolupracovníka prezidentky Tarji Halonenové. V letech 1994–1995 byla ministryní spravedlnosti, roku 2003 krátce předsedkyní parlamentu, od roku 2004 je poslankyní europarlamentu. V roce 1980 vystudovala práva na Helsinské univerzitě. Poté nastoupila na ministerstvo zahraničí a specializovala se na mezinárodní právo.